# 니시타니촌 (이시카와현)
니시타니촌(西谷村)은 이시카와현 에누마군에 존재했던 촌이다.

## 지리
- 현재의 가가시, 그리고 옛 야마나카초의 남부에 해당한다. 전체적으로 500m~1300m급 산으로 둘러싸인 다이쇼지강(大聖寺川) 등의 계곡을 끼고 있는 마을이었다.

## 역사
- 1889년 4월 1일 - 정촌제 시행에 의해 에누마군 니시타니촌이 성립하였다.
- 1954년 4월 1일 - 야마나카정, 가와미나미촌. 히가시타니오쿠촌과 합병해 새로운 야마나카정이 성립하였다.

## 경제
에너지 혁명이 진행되기 이전에는 장작탄업이 성행했다. 1947년 10월 27일, 인근 야마나카 온천에서 휴식을 취하던 쇼와 천황이 마을을 산책하며 숯 굽는 오두막에서 숯을 굽는 사람들의 이야기를 듣고 격려하는 사건이 있었다